# لهوي
| نقطة النطق (مخرج حرف) |
| 1. شفوي - شفتاني - أسناني شفوي 2. شفوي لساني 3. نطعي - بين أسناني - أسناني - لثوي - ارتدادي - لثوي غاري - غاري لثوي 4. خلفي - غاري - طبقي - لهوي 5. حلقي 6. حنجري |

8 ، 9 مخرج الأصوات اللَّهَوِيَّة

الأصوات اللَّهَوِيَّة هي الأصوات التي تشارك اللهاة في نطقها. مثلا: ق، خ، غ.
في كتب الفراهيدي تعني الحروف ك ، ق ما يُسمَى الآن بالحروف اللهوية والطبقية.